# Bogomil
Bogomil je moško osebno ime.

## Izvor imena
Ime Bogimil (oziroma Bogumil) je slovansko teoforično (to je božje) ime, zloženo iz besed bog in mil, torej z nekdanjim pomenom »mil bogu, v božji milosti«.

## Različice imena
- moške različice imena: Bogdan, Bogo, Bogoljub, Bogomir, Bogoslav, Bogumil, Boguslav, Bogumir, Božidar, Božo
- ženska različica imena: Bogomila

## Pogostost imena
Po podatkih Statističnega urada Republike Slovenije je bilo na dan 31. decembra 2007 v Sloveniji število moških oseb z imenom Bogomil: 204.
- znani nosilci imena: Bogomil Ferfila, ...

## Osebni praznik
V koledarju je ime Bogomil zapisano 10. junija (Bogomil, poljski škof, † 10. jun. 1182).

## Zanimivost
Tvorbeno in pomensko je imenu Bogomil enak izraz bogomíl »pripadnik bogomilstva, to je srednjeveške verske sekte na Balkanu, zlati v Bosni«.